# Душев-Янич, Наташа
Ната́ша Ду́шев-Я́нич (серб. Наташа Душев-Јанић, венг. Dusev-Janics Natasa; 24 июня 1982, Бачка-Паланка) — сербская гребчиха-байдарочница, выступала за сборные Югославии, Сербии и Черногории, Сербии и бо́льшую часть своей карьеры за сборную Венгрии на всём протяжении 2000-х годов и в первой половине 2010-х годов. Участница четырёх летних Олимпийских игр, трёхкратная олимпийская чемпионка, девятнадцатикратная чемпионка мира, восемнадцатикратная чемпионка Европы, победительница многих регат республиканского и международного значения.

## Биография
Наташа Янич родилась 24 июня 1982 года в городе Бачка-Паланка. Активно заниматься греблей начала в раннем детстве, проходила подготовку под руководством собственного отца Милана Янича, в прошлом известного гребца-байдарочника, тренировалась вместе со старшими братьями Мичо и Стьепаном, которые впоследствии тоже добились успеха в гребле, выступая за сборную Хорватии.
Уже с юных лет Наташа показывала выдающиеся результаты, в частности в возрасте восемнадцати лет выиграла юниорское европейское первенство, и её признали лучшей молодой спортсменкой Югославии. Благодаря череде удачных выступлений удостоилась права защищать честь страны на летних Олимпийских играх 2000 года в Сиднее, хотя к моменту проведения Игр страна уже распалась, и в итоге она представляла здесь Сербию и Черногорию. Участвовала в зачёте одиночных байдарок на дистанции 500 метров, пробилась в финальную стадию турнира и в решающем заезде была близка к призовым позициям, придя к финишу четвёртой.
Вскоре после сиднейской Олимпиады Янич приняла венгерское гражданство и на дальнейших соревнованиях стала выступать за сборную Венгрии. В 2002 году выиграла серебряную медаль на чемпионате Европы в Сегеде и золотую на чемпионате мира в Севилье — обе в четырёхместных байдарках на пятистах метрах. Год спустя завоевала золото на мировом первенстве в американском Гейнсвилле, одолев всех соперниц в четвёрках на километре. Закрепившись в основном составе венгерской национальной сборной, успешно прошла квалификацию на Олимпийские игры 2004 года в Афинах, где сразу в двух пятисотметровых дисциплинах стала чемпионкой, в одиночках и в двойках вместе с напарницей Каталин Ковач. За эти выдающиеся достижения в этом году была признана лучшей гребчихой Венгрии, лучшей спортсменкой Венгрии, персоной года в Венгрии по версии газеты «Мадьяр Со» и награждена рыцарским крестом «Ордена Заслуг».
В 2005 году Янич выступила на чемпионате Европы в польской Познани и на чемпионате мира в хорватском Загребе, с каждой из этих регат привезла по три золотые медали, выигранные в различных женских гребных дисциплинах. В следующем сезоне добилась невероятного достижения, завоевала шесть золотых наград на европейском первенстве в чешской Рачице и ещё шесть золотых наград на домашнем мировом первенстве в Сегеде — финишировала первой во всех дисциплинах, в которых принимала участие. Ещё через год была скромнее, выступала только в одиночках на двухстах метрах, взяв золото на чемпионате Европы в испанской Понтеведре и на чемпионате мира в немецком Дуйсбурге. Позже отправилась на Олимпиаду 2008 года в Пекине, где совместно с той же Каталин Ковач вновь стала чемпионкой в двойках на пятистах метрах, в то время как в четвёрках вынуждена была довольствоваться серебряной наградой, уступив в финале экипажу из Германии. За эти достижения удостоена офицерского креста «Ордена Заслуг».
На чемпионате Европы 2009 года в Бранденбурге Янич добыла три серебряные награды и одну золотую, затем на чемпионате мира в Дартмуте попала в число призёров в пяти различных дисциплинах, в том числе стала первой в одиночках и двойках на двухстах метрах, а также в четвёрках на пятистах. В следующем сезоне добавила в послужной список ещё три золотые медали европейского первенства и три золотые медали мирового первенства. В декабре вышла замуж за болгарского гребца Андриана Душева, бронзового призёра Олимпийских игр. Сезон 2011 года практически полностью пропустила из-за беременности и рождения ребёнка, дочь назвали Миланой в честь отца Янич, умершего в 2003 году.
В 2012 году Наташа Душев-Янич вернулась в большой спорт и благополучно прошла отбор на Олимпийские игры в Лондоне, тем не менее, защитить своё чемпионское звание ей здесь не удалось. В одиночных байдарках на дистанции 200 метров она показала в финале третий результат, уступив новозеландке Лизе Кэррингтон и украинке Инне Осипенко-Радомской. В двойках с Ковач на сей раз получила серебро, в решающем заезде их обошёл немецкий экипаж. Несмотря на отсутствие побед, по итогам сезона была награждена командорским крестом со звездой «Ордена Заслуг». В концовке олимпийского сезона она изъявила желание выступать за свою родную страну Сербию, однако в начале следующего сезона передумала и в марте вернулась в расположение венгерской команды.
После четырёх Олимпиад Душев-Янич осталась в основном составе национальной сборной Венгрии и продолжила принимать участие в крупнейших международных регатах. Так, в 2013 году побывала на чемпионате Европы в португальском городе Монтемур-у-Велью, откуда привезла две награды бронзового достоинства и две награды золотого достоинства, став таким образом восемнадцатикратной чемпионкой Европы. Позже выступила на чемпионате мира в Дуйсбурге, получила здесь серебро в двойках на пятистах метрах и золото эстафете одиночек 4 × 200 м, став девятнадцатикратной чемпионкой мира. В 2014 году перенесла сложную операцию на позвоночнике и поэтому в данном сезоне не выступала.